# Rivière de Cabrils
 (décembre 2016).
La Rivière de Cabrils est une rivière française du département Pyrénées-Orientales de la région Occitanie, en ancienne région Languedoc-Roussillon et un affluent gauche de la Têt.

## Géographie
De 18,9 km de longueur, la rivière de Cabrils, s'appelle en partie haute le Rec de Pinouseil et prend sa source sur la commune de Sansa à 2 215 m d'altitude, à l'ouest du Pic de la Pelade (2 370 m).
Il coule globalement du nord-ouest vers le sud-est.
Il conflue en rive gauche de la Têt sur la commune d'Olette, à 627 m d'altitude.
Les cours d'eau voisins sont dans le sens des aiguilles d'une montre la Castellane au nord, la Castellane, la Rivière de Caillan au nord-est, la rivière de Caillan à l'est, la Têt au sud-est, au sud, au sud-ouest, l'Aude à l'ouest et au nord-ouest.

### Communes et cantons traversés
Dans le seul département des Pyrénées-Orientales (66), la rivière de Cabrils traverse les cinq communes suivantes, dans le sens amont vers aval, de Sansa (source), Railleu, Ayguatebia-Talau, Oreilla, Olette (confluence).
Soit en termes de cantons, la rivière de Cabrils traverse un seul canton, prend source et conflue dans le même canton des Pyrénées catalanes, dans l'arrondissement de Prades.

### Bassin versant
La rivière de Cabrils traverse une seule zone hydrographique La Têt de la rivière de Mantet à la rivière de Rotja (Y042) de 436 km2. Ce bassin versant est composé à 94,71 % de « forêts et milieux semi-naturels », à 4,22 % de « territoires agricoles », à 0,43 % de « territoires artificialisés », à 0,38 % de « surfaces en eau », à 0,25 % de « zones humides ».

### Organisme gestionnaire
La Têt et son bassin versant sont gérés par le SMBVT ou Syndicat mixte du bassin versant de la Têt, né en 2008, et sis à Perpignan.

## Affluents
La rivière de Cabrils a dix tronçons affluents référencés dont les trois principales sont les rivières de Caudiès (rd), de Poujols (rd), et d'Évol (rg) :
- le Rec de l'Oratori (rg) 1,9 km, sur la seule commune de Sansa.
- le Rec de la Coume de Saint-Jean (rg), 2,6 km, sur la seule commune de Sansa.
- la rivière de Caudiès (rd), 6,6 km sur les trois communes de Ayguatebia-Talau, Caudies-de-Conflent, Railleu, avec deux affluents et de rang de Strahler trois :
  - le Rec de la Gleva (rg), 1,8 km sur la seule commune de Caudies-de-Conflent.
  - le ruisseau de Rallieu (rg), 1,8 km sur la seule commune de Railleu avec un affluent :
    - le Rec de Fontanal Gros (rd), 2,5 km sur la seule commune de Railleu
- la rivière de Poujols (rd), 5,9 km sur les deux communes de Oreilla (confluence), Ayguatebia-Talau (source) avec deux affluents et de rang de Strahler trois :
  - le Ruisseau de l'Abrit (rd), 5,9 km sur la seule commune de Ayguatebia-Talau.
  - le ruisseau du Col de la Llosa ou Rec del Coll de la Llosa (rg), 3,9 km sur la seule commune de Ayguatebia-Talau avec un affluent :
    - le ruisseau de Brilles ou ruisseau de la Coma del Mig (rd), sur la seule commune de Ayguatebia-Talau.
- le torrent de Talau ou torrent Gros (rd), 1,9 km, sur la seule commune de Ayguatebia-Talau.
- le torrent de Moncies (rd), 2,2 km, sur les deux communes de Oreilla (confluence), Ayguatebia-Talau (source).
- le torrent de Barbot (rd), 3,5 km, sur les deux communes de Oreilla (confluence), Ayguatebia-Talau (source).
- le torrent el Gros (rg), 2 km, sur la seule commune d'Oreilla.
- le ruisseau de Barlis (rd), 1,8 km, sur les trois communes de Oreilla, Ayguatebia-Talau et Canaveilles.
- la ribera d'Èvol (rg) 13,4 km, sur les deux communes de Oreilla (source) et Olette (confluence).

Le rang de Strahler est donc de quatre.